# Terrell Thorne
Terrell Thorne (* 5. Mai 2007) ist ein australischer Sprinter, der sich auf den 400-Meter-Lauf spezialisiert hat.

## Sportliche Laufbahn
Erste internationale Erfahrungen sammelte Terrell Thorne im Jahr 2024, als er bei den U20-Weltmeisterschaften in Lima in 47,11 s den siebten Platz über 400 Meter belegte. Bei den World Athletics Relays 2025 in Guangzhou kam er im Vorlauf der 4-mal-400-Meter-Staffel zum Einsatz und wurde im Finale der Mixed-Staffel in 3:12,20 min Zweiter hinter dem US-amerikanischen Team. Im Juli schied er bei den World University Games in Bochum mit 46,63 s im Halbfinale über 400 Meter aus und belegte mit der Mixed-Staffel in 3:20,51 min den fünften Platz.

## Persönliche Bestzeiten
- 200 Meter: 20,87 s (+1,5 m/s), 7. Dezember 2024 in Brisbane
- 400 Meter: 45,54 s, 12. April 2025 in Perth